# Altwiller
Ne doit pas être confondu avec Altviller dans la Moselle
Altwiller [altvilɛʁ]  est une commune française située dans la circonscription administrative du Bas-Rhin et, depuis le 1er janvier 2021, dans le territoire de la Collectivité européenne d'Alsace, en région Grand Est.
Depuis 1793, cette commune se trouve dans la région historique et culturelle d'Alsace.

## Géographie
La commune se situe à quelques kilomètres à l'ouest de Sarre-Union dans la région naturelle de l'Alsace Bossue et fait partie de la zone naturelle d'intérêt écologique, faunistique et floristique du pays des étangs.
C'est l'endroit le plus à l'Ouest de l'Alsace.
| Honskirch et Vittersbourg (Moselle) | Hinsingen | Bissert     |
|                                     | Altwiller | Harskirchen |
| Vibersviller (Moselle)              |           | Diedendorf  |

### Écarts et lieux-dits
- Neuweihershof, au canal des Houillères de la Sarre.
- Château de Bonnefontaine.
- Écluse 16 du canal des Houillères de la Sarre.

### Hydrographie
La commune est dans le bassin versant du Rhin au sein du bassin Rhin-Meuse. Elle est drainée par le canal des Houilleres de la Sarre, le ruisseau la Rode, le ruisseau le Naubach et le ruisseau Engengraben,.
Le canal des houillères de la Sarre, d'une longueur de 65 km, réalisé entre 1861 et 1866, traverse le nord-est de la Lorraine et borde l'Alsace bossue à l'ouest.
La Rode, d'une longueur totale de 24,8 km, prend sa source dans la commune de Loudrefing et se jette  dans l'Albe à Sarralbe, après avoir traversé 13 communes.

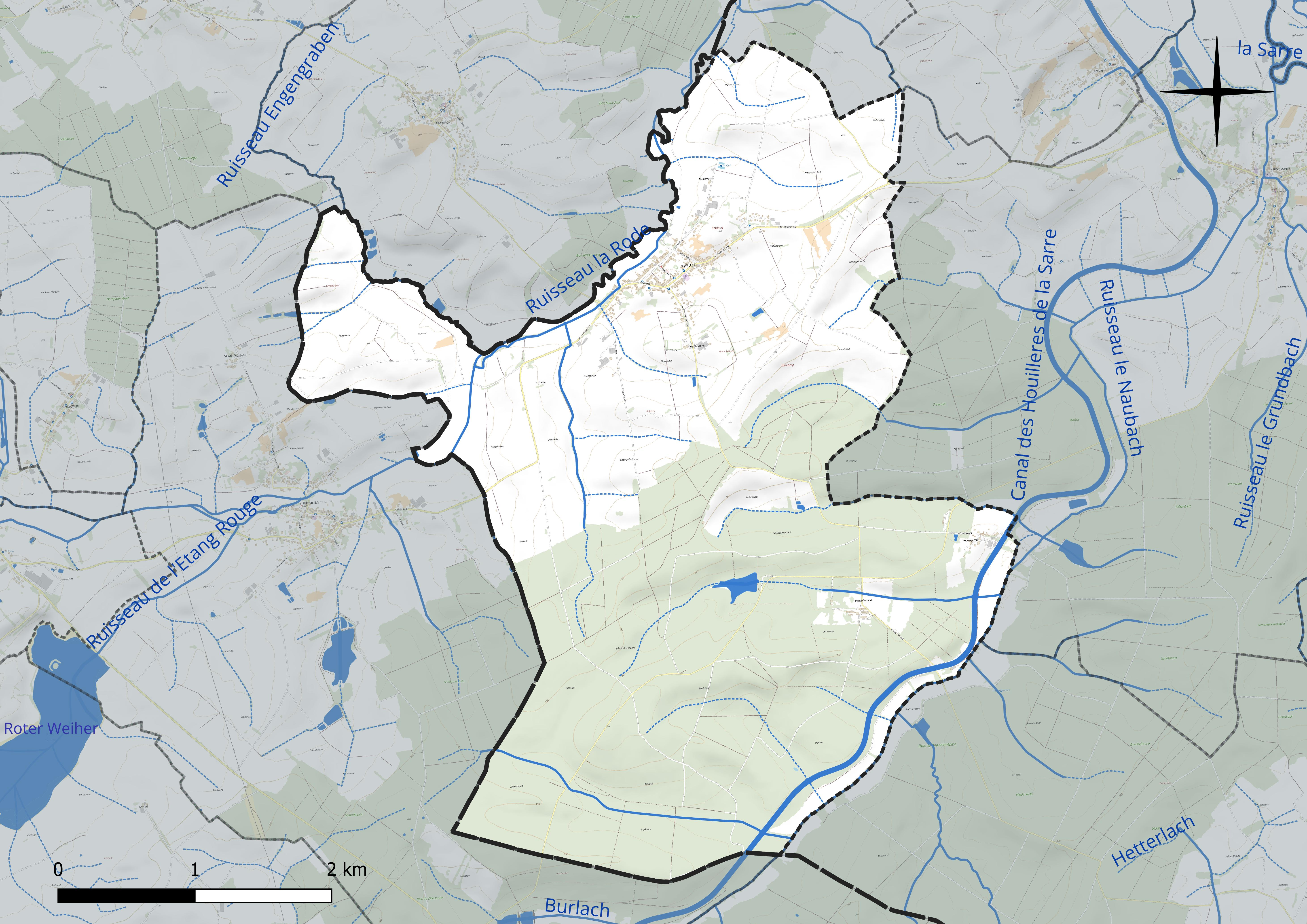
Réseau hydrographique d'Altwiller.

Le Naubach, d'une longueur totale de 23 km, prend sa source dans la commune de Belles-Forêts et se jette  dans la Sarre à Harskirchen, après avoir traversé huit communes.

### Climat
Pour des articles plus généraux, voir Climat du Grand Est et Climat du Bas-Rhin.
En 2010, le climat de la commune est de type climat des marges montargnardes, selon une étude du Centre national de la recherche scientifique s'appuyant sur une série de données couvrant la période 1971-2000. En 2020, Météo-France publie une typologie des climats de la France métropolitaine dans laquelle la commune est exposée à un climat semi-continental et est dans la région climatique Vosges, caractérisée par une pluviométrie très élevée (1 500 à 2 000 mm/an) en toutes saisons et un hiver rude (moins de 1 °C).
Pour la période 1971-2000, la température annuelle moyenne est de 9,9 °C, avec une amplitude thermique annuelle de 17 °C. Le cumul annuel moyen de précipitations est de 858 mm, avec 12 jours de précipitations en janvier et 9,4 jours en juillet. Pour la période 1991-2020, la température moyenne annuelle observée sur la station météorologique de Météo-France la plus proche, « Berg », sur la commune de Berg à 13 km à vol d'oiseau, est de 10,4 °C et le cumul annuel moyen de précipitations est de 801,8 mm. 
La température maximale relevée sur cette station est de 37,4 °C, atteinte le 25 juillet 2019 ; la température minimale est de −16,8 °C, atteinte le 7 février 2012,,.
Les paramètres climatiques de la commune ont été estimés pour le milieu du siècle (2041-2070) selon différents scénarios d'émission de gaz à effet de serre à partir des nouvelles projections climatiques de référence DRIAS-2020. Ils sont consultables sur un site dédié publié par Météo-France en novembre 2022.

## Urbanisme

### Typologie
Au 1er janvier 2024, Altwiller est catégorisée commune rurale à habitat dispersé, selon la nouvelle grille communale de densité à sept niveaux définie par l'Insee en 2022.
Elle est située hors unité urbaine. Par ailleurs la commune fait partie de l'aire d'attraction de Sarre-Union, dont elle est une commune de la couronne,. Cette aire, qui regroupe 12 communes, est catégorisée dans les aires de moins de 50 000 habitants,.

### Occupation des sols
L'occupation des sols de la commune, telle qu'elle ressort de la base de données européenne d’occupation biophysique des sols Corine Land Cover (CLC), est marquée par l'importance des territoires agricoles (50,1 % en 2018), une proportion sensiblement équivalente à celle de 1990 (50,8 %). La répartition détaillée en 2018 est la suivante : 
forêts (46,3 %), prairies (20,5 %), zones agricoles hétérogènes (16,3 %), terres arables (13,3 %), zones urbanisées (3,6 %). L'évolution de l’occupation des sols de la commune et de ses infrastructures peut être observée sur les différentes représentations cartographiques du territoire : la carte de Cassini (XVIIIe siècle), la carte d'état-major (1820-1866) et les cartes ou photos aériennes de l'IGN pour la période actuelle (1950 à aujourd'hui).

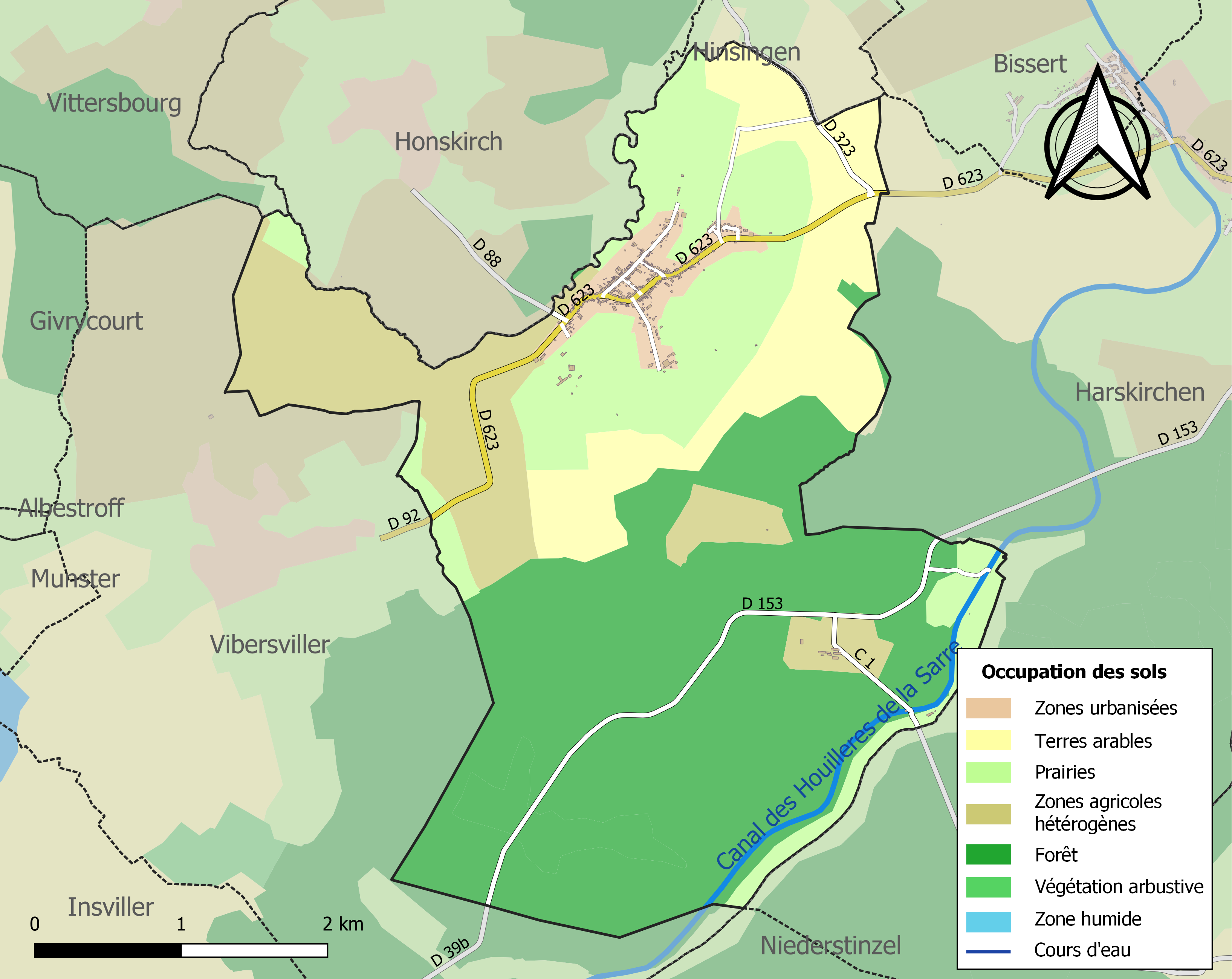
Carte des infrastructures et de l'occupation des sols de la commune en 2018 (CLC).

## Toponymie
1793 : Altveiller ; 1801 : Attwiler.

## Histoire
Des fragments de vases et d'autres pièces gallo-romaines ont été trouvés à Bonnefontaine. Le site est situé sur le passage de la route du sel. Outre les deux annexes de Neuweyershof et le domaine de Bonnefontaine, le village comptait en ses proches environs un hameau disparu, Honkesen-Huntzen.[réf. souhaitée]
Altwiller a été déserté au XVe siècle et reconstruit un peu plus loin en 1559 par des huguenots principalement lorrains. Redétruit partiellement par les Croates en 1635, il devient la propriété des Sarrewerden puis des Nassau-Sarrebruck, avec comme chef-lieu le bailliage de Harskirchen[réf. souhaitée]. Le village est réuni à la France en 1793.

### Héraldique
| Blason de Altwiller | Blason  | D'azur au lion coupé d'or et d'argent. |
| Blason de Altwiller | Détails |                                        |

## Politique et administration

### Liste des maires
| Période                                  | Période  | Identité         | Étiquette | Qualité                                                                                         |
| ---------------------------------------- | -------- | ---------------- | --------- | ----------------------------------------------------------------------------------------------- |
| avant 1988                               | ?        | Marcel Schlosser |           |                                                                                                 |
| 1989                                     | 2001     | Arthur Schwartz  |           | Général de brigade, commandeur de la Légion d'honneur, commandeur de l'ordre national du Mérite |
| 2001                                     | 2008     | Gilbert Schmidt  |           |                                                                                                 |
| mars 2008                                | 2014     | Alain Lieb       |           |                                                                                                 |
| mars 2014                                | En cours | Aimé Schreiner   | DVD       | Retraité                                                                                        |
| Les données manquantes sont à compléter. |          |                  |           |                                                                                                 |

## Démographie
L'évolution du nombre d'habitants est connue à travers les recensements de la population effectués dans la commune depuis 1793. Pour les communes de moins de 10 000 habitants, une enquête de recensement portant sur toute la population est réalisée tous les cinq ans, les populations de référence des années intermédiaires étant quant à elles estimées par interpolation ou extrapolation. Pour la commune, le premier recensement exhaustif entrant dans le cadre du nouveau dispositif a été réalisé en 2008.

En 2022, la commune comptait 374 habitants, en évolution de −7,88 % par rapport à 2016 (Bas-Rhin : +3,17 %, France hors Mayotte : +2,11 %).
| 1793 | 1800 | 1806 | 1821 | 1831 | 1836 | 1841 | 1846 | 1851 |
| ---- | ---- | ---- | ---- | ---- | ---- | ---- | ---- | ---- |
| 603  | 698  | 702  | 777  | 796  | 821  | 844  | 795  | 809  |

| 1856 | 1861 | 1866 | 1871 | 1875 | 1880 | 1885 | 1890 | 1895 |
| ---- | ---- | ---- | ---- | ---- | ---- | ---- | ---- | ---- |
| 752  | 756  | 773  | 782  | 775  | 753  | 728  | 767  | 751  |

| 1900 | 1905 | 1910 | 1921 | 1926 | 1931 | 1936 | 1946 | 1954 |
| ---- | ---- | ---- | ---- | ---- | ---- | ---- | ---- | ---- |
| 712  | 661  | 657  | 641  | 549  | 529  | 509  | 487  | 505  |

| 1962 | 1968 | 1975 | 1982 | 1990 | 1999 | 2006 | 2008 | 2013 |
| ---- | ---- | ---- | ---- | ---- | ---- | ---- | ---- | ---- |
| 474  | 456  | 416  | 414  | 415  | 399  | 411  | 414  | 418  |

| 2018 | 2022 | - | - | - | - | - | - | - |
| ---- | ---- | - | - | - | - | - | - | - |
| 384  | 374  | - | - | - | - | - | - | - |

## Culture locale et patrimoine

### Lieux et monuments
- Le moulin à blé, occupé de la fin du XVIIe au XXe siècle par une seule dynastie de meuniers.
- La source minérale découverte vers 1603 avait des vertus apéritives, diurétiques et purgatives. Elle donna l'idée en 1816 à un banquier bâlois de construire une station thermale avec château, parc et salle de danse.
- Le château est édifié entre 1818 et 1822, mais l'exploitation de la station, faute de clientèle, se soldera par un échec. Il vendra le domaine en 1836. Les derniers occupants du château seront les Schlumberger, propriétaires depuis 1878.

### Personnalités liées à la commune
- Herrade Mehl, pasteure et théologienne.